# هری پاتر
هَری پاتِر (به انگلیسی: Harry Potter)، مجموعه‌ای از هفت رمان فانتزی نوشتهٔ جی.کی. رولینگ، نویسندهٔ بریتانیایی است. این رمان‌ها شرح زندگی جادوگر جوانی به نام هری پاتر و دوستان و دشمنان مدرسه‌اش به ترتیب هرماینی گرنجر و رونالد ویزلی و درِیکو مالفوی است که همگی دانش‌آموزان مدرسه جادوگری هاگوارتز هستند. بخش اصلی داستان پیرامون تلاش و مبارزه هری برای غلبه بر جادوگر سیاه، لرد ولدمورت است که هدفش سرکوب کردن افراد غیر جادوگر (مشنگ‌ها)، تحت فرمان درآوردن دنیای جادوگران و نابود کردن همه کسانی است که در مقابل او ایستاده‌اند. طرفداران این مجموعه که به «پاترهد» مشهور هستند، به شدت این سری را دنبال می‌کنند و به حمایت از آن می‌پردازند.
اولین رمان از این مجموعه کتاب، در تاریخ ۳۰ ژوئن ۱۹۹۷ با عنوان هری پاتر و سنگ جادو منتشر شد. کتاب محبوبیت بسیار زیاد، تحسین فراوان و موفقیت تجاری را در جهان کسب کرد. این مجموعه همچنین انتقاداتی از جمله نگرانی گسترده دربارهٔ لحن تیره و تار را دریافت کرده است. تا ژوئن ۲۰۱۱، کتاب‌ها در حدود ۴۵۰ میلیون نسخه فروش داشته و به ۸۳ زبان دنیا ترجمه شده است. و چهار کتاب پایانی این مجموعه به‌طور متوالی رکورد فروش سریع‌ترین کتاب‌های جهان را دارد.
هری پاتر یک مجموعه با چندین ژانر، از جمله فانتزی، گذر عمر (با عناصری رمزآلود، هیجان‌انگیز، ماجراجویی، عاشقانه، جادویی و خیالی) که دارای بسیاری از معانی فرهنگی و این ارجاعات است. بر اساس گفتهٔ رولینگ، موضوع اصلی داستان مرگ است، هر چند چیزی که در درجه اول در نظر گرفته می‌شود، کار ادبیات کودکان است. همچنین بسیاری از موضوعات دیگر در این سری، مانند عشق و تعصب وجود دارد.
ناشران اصلی و اولیه از کتاب‌سرای بلومزبری در انگلستان و انتشارات اسکلاستیک در ایالات متحده می‌باشند، کتاب از آن زمان به بعد توسط بسیاری از ناشران در سراسر جهان منتشر شده است. در اکتبر ۲۰۱۱، این مجموعه در فرمت‌های مختلف کتاب از طریق «پاترمور» منتشر شد. کتاب‌ها به صورت مجموعه‌ای هشت قسمتی توسط شرکت برادران وارنر ساخته شده‌اند، که در این مجموعه کتاب هفتم در دو قسمت ساخته شده است. هری پاتر بالاترین مجموعه فیلم پرفروش در تمام دوران است. بازیگران اصلی این فیلم دنیل ردکلیف در نقش هری پاتر اما واتسون در نقش هرماینی گرنجر و روپرت گرینت در نقش رون ویزلی است. این مجموعه سرچشمه گرفته از چندین ابزار رسانه‌ای در کالا است. سود تجاری هری پاتر بیش از ۱۵ میلیارد دلار است.

## موضوع اصلی
داستان پیرامون کودک یتیم یازده ساله‌ای به نام هری پاتر است که یک جادوگر می‌باشد و در دنیای معمولی در کنار خاله، شوهرخاله و پسرخاله‌اش در کنار مشنگ‌ها (غیر جادوگران) زندگی می‌کند. توانایی او ذاتی است و کودکانی مانند او برای کسب آموزش لازم برای موفقیت در دنیای جادوگری به مدرسه هاگوارتز دعوت می‌شوند.
هری به عنوان دانش‌آموز وارد مدرسه سحر و جادوگری هاگوارتز می‌شود و اتفاقات داستان از آن‌جا شروع می‌شود. هری تا دوران رشد و بلوغ در آن‌جا پرورش می‌یابد و با مشکلاتی مواجه می‌شود؛ مانند: جادوگری، روابط اجتماعی و عاطفی، چالش‌های نوجوان عادی مانند دوستی و امتحاناتی که به او اجازه راحتی نمی‌دهند و از همه مهم‌تر آماده‌سازی برای تقابل با مشکلاتی که پیش رویش است.
هر کتاب شامل وقایع زندگی هری پاتر در یک سال زندگی‌اش است که مابین سال‌های ۱۹۹۱ تا ۱۹۹۸ را روایت می‌کند. کتاب همچنین حاوی گذشته نمایی‌های بسیاری است، که معمولاً توسط شخصیت‌های مشاهده خاطرات در دستگاهی به نام قدح اندیشه شرح داده شده است.

## خلاصه ای از سرگذشت هری پاتر

مدرسه جادوگری هاگوارتز در تصویری از چهارمین فیلم سینمایی ساخته شده هری پاتر

خلاصه‌ای از ساختار کلی داستان بدین‌گونه است که هری پاتر پسر یک مادر و پدر جادوگر است که آن دو هنگام یک سالگی او توسط «لرد ولدمورت» خبیث (که برای پیدا کردن زندگی جاودانه، دست به هر کاری می‌زند) کشته شده‌اند. اما او به دلیل این‌که مادرش در مقابل لرد ولدمورت از خود گذشتگی کرد، در برابر نفرین مرگ‌بار ولدمورت زنده می‌ماند و این نفرین فقط زخمی صاعقه‌مانند بر پیشانی‌اش به جا می‌گذارد که در واقع این زخم به گونه‌ای است که لرد ولدمورت وقتی که در حال کشتن مادر هری بوده است، به این‌گونه چوب‌دستی‌اش را حرکت داده است. به خاطر همین زخم، بخشی از قدرت لرد ولدمورت به داخل وجود هری می‌رود. و هری قدرت‌هایی مانند توانایی حرف زدن با مار را پیدا می‌کند. هری با خاله، شوهرخاله و پسرخاله اش که هیچ‌کدام جادوگر نیستند و در اصطلاح مشنگ (Muggle) نامیده می‌شوند، بزرگ می‌شود و از گذشته خودش اطلاعی ندارد تا این‌که در سن یازده سالگی وقتی نامه پذیرش از مدرسه علوم و فنون جادوگری هاگوارتز را دریافت می‌کند، متوجه می‌شود که دنیای دیگری در همان دنیای عادی مشنگ‌ها وجود دارد که او در آن‌جا به دلیل زنده ماندنش از چنگ لرد ولدمورت بسیار مشهور است. هر کدام از کتاب‌های هری پاتر در واقع به ماجراهای یک سال او در دنیای جادوگری و مدرسه محبوبش می‌پردازد. او در آن مدرسه دوستان خوبی مثل رون ویزلی و هرماینی گرنجر پیدا می‌کند و همچنین در طی کتاب‌ها بیشتربا گذشته خودش آشنا می‌شود و همواره مورد لطف و حمایت مدیر مدرسه آلبوس دامبلدور قرار می‌گیرد. بر اساس یک پیشگویی که در سال پنجم از طریق یکی از معلّم‌ها به هری گفته می‌شود، یا هری باید «وُلدمورت» را از بین ببرد یا «ولدمورت» باید هری را از پیش رو بردارد و هیچ‌کدام با وجود دیگری قادر به زندگی نخواهند بود و سیر صعودی داستان هم بر همین اساس است و هر دو شخصیت به دنبال از بین بردن یکدیگرند.

## سیر نوشته شدن کتاب‌های هری پاتر
شاید زمانی که خانم رولینگ شروع به نوشتن اولین کتابش هری پاتر و سنگ جادو نمود، تصور نمی‌کرد نگارش یک رمان تخیلی نوجوانان، برای او شهرتی جهانی و ثروتی تصورناپذیر به ارمغان آورد. ایده هری برای اولین بار به‌طور ناگهانی در سال ۱۹۹۰ در قطار پرازدحام مسیر شهر منچستر به لندن، به ذهن رولینگ راه یافت. او در وبگاه خود، این تجربه را این‌گونه بیان می‌دارد:
 از سن شش سالگی تقریباً به‌طور مستمر چیزهایی می‌نوشتم ولی هرگز علاقه‌ای آنچنانی به خلق یک ایده نداشتم. در خلال چهار ساعت تأخیر قطار، به‌سادگی نشستم و به فکر فرورفتم، همه جزئیات در ذهنم شکل گرفتند، تصویر پسرکی لاغر و نحیف، با موهای پرکلاغی که عینکی به چشم دارد و هیچ نمی‌داند که یک جادوگر است، برای من بیشتر و بیشتر، شکل واقعیت به خود می‌گرفت.
کتاب هری پاتر و سنگ جادو در سال ۱۹۹۵ (۱۳۷۴ خورشیدی) تکمیل شد و دست‌نوشتهٔ آن برای یافتن یک ناشر، توسط رولینگ به چند واسطه سپرده شد. دومین کارگزار، کریستوفر لیتل، پذیرفت تا آن را به انتشارات بلومزبری بفرستد. بعد از آن‌که هشت ناشر درخواست چاپ آن را رد کردند، بلومزبری برای انتشار کتاب، مبلغ ۲۵۰۰ پوند را به عنوان پیش پرداخت به رولینگ اهدا نمود. ...

## هری پاتر و سنگ جادو
در این داستان که اولین داستان هری پاتر است شخصیتها معرفی شده و در عین معرفی اولیه تخیل، داستانی آهنگین و جذاب نقش شده است.

هری پاتر در این داستان وارد دنیای دیگری شده و با افراد جدید دوست می‌شود که این مقدمه داستان‌های بعدی را شکل می‌دهد.

### خلاصه داستان
همان‌طور که گفته شد این کتاب داستانی آهنگین و جذاب دارد. در ابتدا هری پاتر که نزد خاله و شوهر خاله اش زندگی می‌کند، معرفی می‌شود. هری ناگهان می‌فهمد که یک جادوگر است و لرد ولدمورت در کودکی به خانه آن‌ها حمله کرده و پدر و مادرش را کشته، ولی به‌طور شگفت‌انگیزی نتوانسته هری را نابود کند و جادویش به خودش بازگشته است. هری احساس می‌کند که همه بیشتر از خودش او را می‌شناسند.
او توسط پروفسور مک گوناگال به هاگوارتز دعوت می‌شود. هری روزهای خوبی را در هاگوارتز می‌گذراند و دوستانی خوب پیدا می‌کند. او از ابتدا متوجه می‌شود که یکی از استادان مدرسه از او به شدت متنفر است. نام آن استاد چیزی نبود جز پروفسور اسنیپ. او متوجه می‌شود یک شیء مرموز در مدرسه‌شان پنهان شده است. با دوستانش رون و هرماینی به دنبال یافتن پاسخ سؤالاتشان هستند که متوجه می‌شوند، وسیله‌ای که در مدرسه مخفی است، در اصل یک سنگ است. سنگ قدرت ساخته دست نیکولاس فلامل. آن‌ها متوجه می‌شوند که پروفسور اسنیپ به دنبال به دست آوردن سنگ است. در ابتدا فکر می‌کنند که او سنگ را برای خودش می‌خواهد، ولی در اصل برای اربابش لرد ولدمورت، قصد سرقتش را دارد. آن‌ها به دنبال محل پنهان شدن سنگ می‌روند که با یک سگ سه سر، یک گیاه پیچک، دری قفل شده و یک آزمون شطرنج مخصوص محافظت می‌شود. در آخر هری موفق می‌شود به کمک دوستانش از همه مراحل به خوبی عبور کند و به اتاق نهایی برسد. در آن اتاق با صحنه عجیبی رو به رو می‌شود. او شخصی را به غیر از پروفسور اسنیپ می‌بیند. در نتیجه می‌فهمد که فردی که در آن‌جا به دنبال سنگ است، استاد دیگری است که تحت کنترل ولدمورت درآمده است. آن‌ها نبرد کوچکی می‌کنند و سر انجام ولدمورت فرار می‌کند؛ و بعد هری می‌فهمد که اسنیپ جان او را نجات داده است. هری در پایان می‌فهمد دلیل اینکه در کودکی از طلسم ولدمورت نجات یافته، این است که مادرش خود را فدای او کرده و با به‌وجود آوردن جادویی باستانی به نام جادوی عشق ولدمورت را شکست داده است. اما ولدمورت از بین نرفته و دوباره بازگشته و به دنبال انتقام از هری پاتر است.

## هری پاتر و تالار اسرار

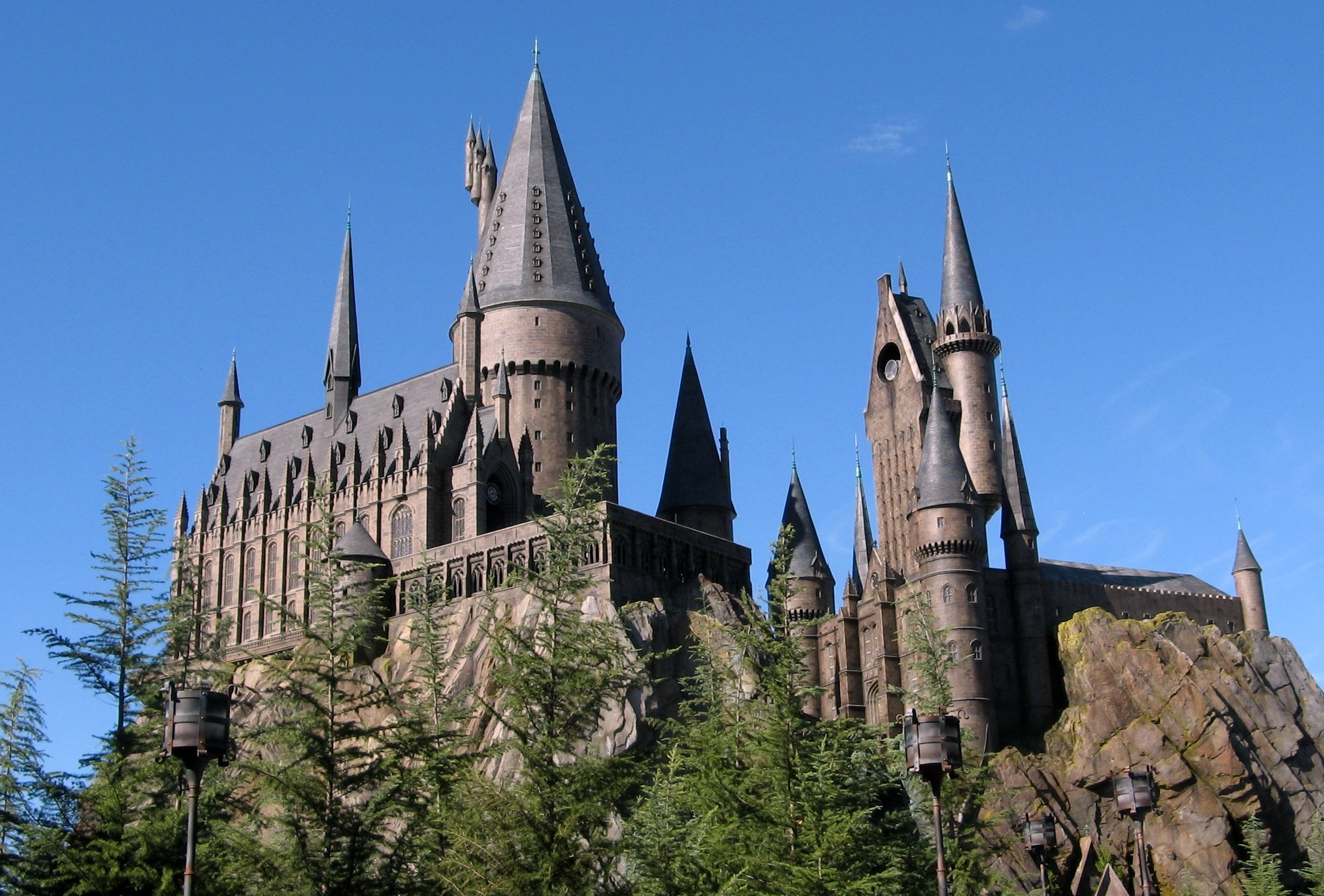
مدرسه جادوگری هاگوارتز

هری پاتر و تالار اسرار به غیر از لذت داستانی هیجانی زیبا و ترس‌های غیرمنتظره می‌آفریند.

### خلاصه داستان
داستان از جایی آغاز می‌شود که هری پاتر سال اول تحصیلی خود را در مدرسه جادوگری هاگوارتز پشت سر گذارده و در تابستان به سر می‌برد. او جنی خانگی را می‌بیند که به او هشدار می‌دهد که این سال را به مدرسه نرود. بعد از آن با سه نفر از دوستانش که با ماشینی پرنده به دنبالش آمده‌اند از دست خاله و شوهر خاله بد اخلاقش فرار می‌کند و به خانه دوستش می‌رود.

بعد از اینکه وارد سال تحصیلی می‌شود اتفاقات عجیبی می‌افتد، گربه سرایدار با طلسمی خطرناک بیهوش می‌شود و با خون نوشته‌هایی بر دیوارها حک می‌شود مبنی بر آن که: تالار اسرار گشوده شده است.
بعد از آن به چند نفر حمله می‌شود و عده‌ای به هری پاتر شک می‌کنند که شاید او دلیل همهٔ این حمله‌ها است، کسانی که مورد حمله قرار می‌گیرند، خشک می‌شوند و در این میان با گره گشایی‌های گسترده، هری می‌فهمد که تالار اسرار کجاست و موجودی که این حملات را انجام می‌دهد یک مار غول پیکر است با نام باسیلیسک، در این میان او می‌فهمد که ناخواسته زبان مارها را می‌داند. در همان موقع جینی ویزلی، خواهر رون که یکی از دوستان هری است، به تالار اسرار برده می‌شود و هری و رون، وارد تالار اسرار شده و جینی را نجات می‌دهند. در پایان مشخص می‌شود که حملات از طریق دفتر خاطراتی که ولدمورت (تام ریدل) در نوجوانی نوشته انجام می‌شده است!

### مایه داستان
این داستان جزء پرخواننده‌ترین داستان‌های جی کی رولینگ است که مایه هیجان و ترس بر آن قالب است، مایه اصلی داستانی رمز گونه و رمز گشایی گرانه است و عناصر معمول و نامعمول به‌طور واضحی با هم مطابقت دارند. در کل از نظر جذابیت، ادبی، هنری و نوشتاری این داستان یکی از آثار برتر نویسنده می‌باشد.

## هری پاتر و زندانی آزکابان

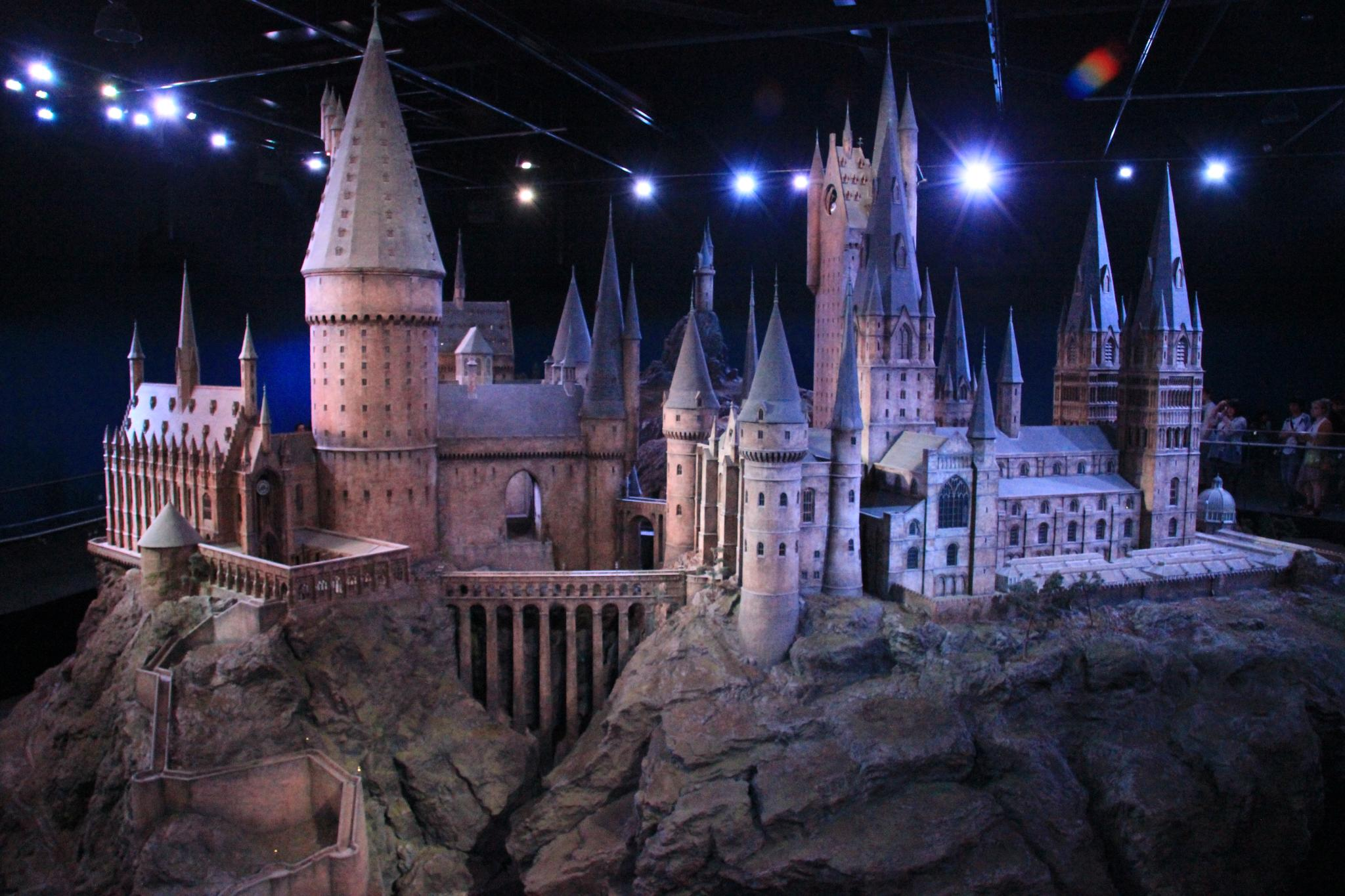
تصویر مدل سه بعدی از مدرسهٔ هاگوارتز در استدیو

هری پاتر و زندانی آزکابان جزء غیرقابل پیش‌بینی‌ترین داستان‌های رولینگ است، که در حالی که با وحشت شروع می‌شود، داستانی هیجانی را دنبال می‌کند و سرانجام با مایه‌ای از عشق به پایان می‌رسد.

### خلاصه داستان
بعد از اینکه عمه مارج وارد خانه خاله هری پاتر می‌شود، با هری درگیری پیدا می‌کند و هری ناخواسته باعث اتفاق ناخوش آیندی می‌شود: عمه مارج باد شده و مانند بادکنکی به هوا می‌رود.

هری از خانه فرار می‌کند و منتظر اظهارنامه وزارت جادو می‌شود، زیرا انجام جادو برای افراد زیر هفده سال ممنوع است و هری فقط ۱۳ سال سن دارد. او از این واقعه جان سالم به در می‌برد. او پس از مدتی سر انجام می‌فهمد که سیریوس بلک کسی بوده که پدر و مادرش را به ولدمورت فروخته و اکنون از زندان فرار کرده و حالا دنبال اوست و به همین دلیل وزارت برای او حکم اخراج نمی‌فرستد تا بتواند در مدرسه هاگوارتز در امان باشد!

هری در سالی سخت قرار دارد که همواره باید مواظب باشد که مورد حمله سیریوس بلک قرار نگیرد. اما در پایان مشخص می‌شود که سیریوس بلک پدرخوانده اوست و دوست صمیمی پدرش و کسی که پدرش را به ولدمورت لو داده پیتر پتی گرو بوده که یکی از دوستان پدر هری در موقع نوجوانی بوده، که خودش را به شکل موشی درآورده بوده و از قضا موش خانگی رون ویزلی بهترین دوست هری بوده است. اما درست وقتی که همه چیز درست می‌شود و سیریوس موش را به شکل عادی برمی‌گرداند و همه به اینکه به وسیله او بی گناهی سیریوس را ثابت کنند، امیدوار می‌شوند، همه چیز نقش بر آب شده و پیتر پتی گرو فرار می‌کند. بعد از اینکه سیریوس دوباره زندانی می‌شود هری و هرماینی گرنجر، دوست صمیمی او، به گذشته بازگشته و سیریوس را نجات می‌دهند و او را فراری می‌دهند. همچنین هری با موجوداتی به نام دیوانه‌ساز مبارزه می‌کند. در نهایت سیریوس بلک با موجودی به نام هیپوگریف فرار کرده و هری به مدرسه بازمی‌گردد.

## هری پاتر و جام آتش
هری پاتر و جام آتش شروع یک سری داستانی مجزا اما مربوط است. تا به این‌جا داستان‌های هری پاتر مجزا و جدا از هم بوده و هر کدام به تنهایی قابل فهم بوده‌اند، اما از این داستان یک سیر پیوسته داستانی شروع می‌شود، که همه داستان‌ها کاملاً با هم در ارتباطند و اسکلت کلی اینگونه است، که لرد ولدمورت به بدن فیزیکی خویش بازمی‌گردد و جدال‌هایی را با هری در پی دارد که سیر صعودی این داستان‌ها تا پایان هفتمین داستان بر این اساس است.

در این داستان هیجان نقش اول را دارد، بر خلاف داستان اول هری پاتر داستانی آهنگین و قابل پیش‌بینی نیست، مانند داستان دوم وحشت نقش اصلی را در آن بازی نمی‌کند و بر خلاف داستان سوم دیالوگ‌ها تقریباً هیچ نقشی در آن ندارند اما، این داستان هیجان را به همراه می‌آورد و هری پاتر را بسیار قوی تر از آنچه بود نشان می‌دهد. در واقع جی کی رولینگ قصد دارد بزرگ شدن هری پاتر را به نمایش بکشد.

### خلاصه داستان
داستان با روایتی شروع می‌شود از گذشتهٔ لرد ولدمورت و بعد داستانی دیگر که ولدمورت فرد غیر جادوگری را می‌کشد و در مورد کشتن هری پاتر صحبت می‌کند و بعد معلوم می‌شود که این روایت در واقع خوابی بوده که هری می‌دیده! هری به پدرخوانده خود یعنی سیریوس بلک نامه می‌نویسد و جریان را می‌گوید. بعد از آن با خانواده دوستش رون ویزلی به دیدن مسابقه فینال جام جهانی کوییدیچ می‌رود.

وقتی وارد مدرسه می‌شود، می‌فهمد که مسابقات دوره‌ای سه جادوگر که بین سه مدرسه هاگوارتز، بوباتون و دورمشترانگ (دارمسترانگ)، انجام می‌شود، آن سال در هاگوارتز برگزار خواهد شد! شرکت در مسابقه شرط سنی هفده سال دارد و هری نمی‌تواند شرکت کند. هر کس قصد شرکت در مسابقه دارد، باید نام خود و مدرسه اش را روی کاغذی نوشته و داخل جام آتش بیندازد!

روز انتخاب شرکت کنندگان، جام آتش نام سه نفر را از سه مدرسه به بیرون پرت می‌کند و این نشانه این است که آن سه نفر برای مسابقه انتخاب شده است، اما ناگهان نام هری نیز از جام بیرون می‌آید و همه با او دشمنی پیدا می‌کنند، حتی بهترین دوستش: رون!

هری مجبور به شرکت در مسابقه می‌شود و در مرحله اول با اژدها روبرو می‌شود، در مرحله دوم ضمن اینکه در دریا رفته و دوستش را از چنگ موجودات دریایی نجات می‌دهد خواهر یکی از شرکت کنندگان را نیز نجات می‌دهد و این باعث می‌شود که امتیازاتش بالا برود. مرحله سوم هزارتویی است که باید به مرکز آن رسید. هری موفق می‌شود به همراه شرکت‌کننده دیگر هاگوارتز، سدریک دیگوری، به جام برسند، اما وقتی آن دو جام را لمس می‌کنند به مکان دیگری منتقل شده و فرود می‌آیند.

در آنجا هری شاهد بازگشتن ولدمورت به بدن فیزیکیش است و سدریک نیز کشته می‌شود. هری و ولدمورت با هم دوئل می‌کنند و هری موفق به فرار می‌شود و به هاگوارتز بازمی‌گردد !

وقتی بازمی‌گردد و همه در فکر مرگ سدریک هستند، معلم درس دفاع در برابر جادوی سیاه او را به دفترش می‌برد و برایش می‌گوید که او معلم این درس یعنی مودی چشم باباغوری نیست، بلکه مرگ‌خواری است که خود را به شکل مودی درآورده، او نام هری را داخل جام آتش انداخته و او بوده که غیرمستقیم کمک می‌کرده تا هری در مسابقه سه جادوگر پیروز شود. اما قرار بوده که هری به دست ولدمورت کشته شود ولی هری موفق به فرار شده و به همین دلیل مودی قلابی قصد کشتنش را می‌کند.
اما همان موقع مدیر مدرسه از راه می‌رسد و مانع او می‌شود و با معجون راستی به ماجرا پی می‌برد.

## هری پاتر و محفل ققنوس
این داستان نیز بیشتر هیجان و در آخر کمی رازگشایی دارد، هری پاتر و محفل ققنوس یک داستان پیوند زننده است، که بیشتر قصد دارد قضایای داستان جام آتش را به داستان بعدی یعنی شاهزادهٔ دو رگه پیوند بزند.

### خلاصه داستان
هری پاتر تابستان سختی را پشت سر گذاشته است، او از لرد ولدمورت و کارهای اخیرش کاملاً بی‌خبر بوده است. روزی که او با پسر خاله غیر جادوگرش دعوا می‌کند، ٰدیوانه‌سازها که نگهبانان زندان آزکابان هستند، پیدا می‌شوند و به آن‌ها حمله می‌کنند و هری آن‌ها را با جادو فراری می‌دهد.

اما هری به دلیل اینکه قبل از ۱۷ سالگی از جادو استفاده کرده، توسط وزارت سحر و جادو به دادگاه احضار می‌شود. او سرانجام تبرئه شده و به مدرسه می‌رود. معلم جدیدی امسال به مدرسه آمده که بسیار سختگیر است.
کل داستان به این مشغول استٰ، که تشکیلاتی سری به نام محفل ققنوس تشکیل شده، که ضد لرد ولدمورت کار می‌کند، مدیریت محفل ققنوس را آلبوس دامبلدور بر عهده دارد. دیگر جوانب داستان مبارزه غیرمستقیم هری پاتر و وزارت سحر و جادو را نشان می‌دهد، زیرا وزارت سحر و جادو بازگشت ولدمورت را انکار می‌کند و مقالاتی ضد هری پاتر و آلبوس دامبلدور در روزنامه‌ها به چاپ می‌رساند.

هری خواب‌هایی می‌بیند، که همه واقعی است و از ذهن لرد سیاه بوده است و هری می‌توانسته چشم‌های او باشد ولی خود لرد ولدمورت از این کار مطلع نبوده است. او در واقع با ذهن ولدمورت در ارتباط است و احساسات او را درک می‌کند و زمان‌هایی که خواب است، تمام اتفاقاتی را که او انجام می‌دهد یا می‌بیند از چشم خود ولدمورت شاهد است.

سر انجام او خوابی می‌بیند که سیریوس بلک پدرخوانده‌اش اسیر ولدمورت است و در حال شکنجه است. به همین دلیل به مکانی که در خواب دیده، که جایی در وزارت سحر و جادو است، می‌رود. دوستانش هم با او می‌آیند، اما مشخص می‌شود که ولدمورت او را فریب داده تا او به وزارت سحر و جادو بیاید و گویی که پیشگویی هری و ولدمورت در آن نوشته شده را بیابد.
هری اسیر مرگ‌خواران که در اصل یکی از آن‌ها پدر دراکو مالفوی، یعنی لوسیوس مالفوی، دشمن هری است، می‌شود و پس از کمی مبارزه اعضای محفل ققنوس فرا می‌رسند و متأسفانه سریوس بلک پدرخوانده هری پاتر به دست دخترعمهٔ خویش، بلاتریکس لسترنج کشته می‌شود.

سر انجام گوی پیشگویی می‌شکند و کسی پیشگویی را نمی‌فهمد … دامبلدور با ولدمورت مبارزه می‌کند و هری به هاگوارتز بازمی‌گردد.
هری با دامبلدور صحبت می‌کند و محتوای پیشگویی را می‌فهمد. پیشگویی که توسط پروفسور تریلانی، استاد پیشگویی مدرسه اتفاق افتاده از این قرار است که: «کسی از راه می رسه که قدرتمنده و می‌تونه لرد سیاه رو شکست بده… از کسانی زاده می شه که سه بار در برابرش ایستادگی کردن و وقتی هفتمین ماه (ژوئیه) می میره به دنیا میاد… و لرد سیاه با نشونی اونو حریف خودش معرفی می کنه، اما اون قدرتی داره که لرد سیاه ازش بی بهرست… و یکی از اونا باید به دست دیگری کشته بشه چون یکی شون باید بمیره تا دیگری زنده بمونه.»

هری به خانه می‌رود تا در آرامش با این مسئله بزرگ کنار بیاید که تنها کسی که می‌تواند بزرگ‌ترین جادوگر سیاه هزاره اخیر را از بین ببرد خود اوست.

## هری پاتر شاهزادهٔ دورگه
این داستان، داستانی است که سرنوشت داستان هفتم را مشخص می‌کند. این داستان بیشتر افشای راز است اما مایه‌ای از هیجان را نیز در خود دارد.

### خلاصه داستان
در ابتدای این داستان هری در حالی که راز زنده ماندن خود را فهمیده بود و مسئولیت سنگینی را متقبل شده بود، در اتاق خود در خانهٔ دورسلی منتظر دامبلدور نشسته است. در طول داستان نیز هری به لطف پروفسور اسلاگهورن به راز زنده ماندن ولدمورت پی می‌برد، یعنی از وجود جان پیچهای او باخبر می‌شود. وی در این داستان به صورت اتفاقی کتابی درسی مربوط به معجون سازی را پیدا می‌کند، که حاوی مطالب جالبی است و برطبق نوشته‌های درونش، متعلق به فردی به نام شاهزاده دورگه می‌باشد. این کتاب به او کمک زیادی می‌کند البته موجب ناراحتی هرمیون، شاگرد اول کلاس و دوست صمیمی هری نیز می‌شود. او همیشه نگران است که مبادا هری با اطلاعات درون این کتاب دچار دردسر بشود. سراسر این کتاب بررسی خاطراتی می‌باشد که دامبلدور از ولدمورت جمع‌آوری کرده است و به نشان دادن آن‌ها به هری می‌پردازد؛ زیرا معتقد است که تا دشمن را خوب نشناخت نمی‌توان بر او پیروز شد. در انتهای داستان دامبلدور توسط اسنیپ کشته می‌شود و هری متوجه می‌شود که کتاب متعلق به اسنیپ است.

## هری پاتر و یادگاران مرگ
کتاب هفتم (کتاب فیلم‌های هری پاتر و یادگاران مرگ ۱ و هری پاتر و یادگاران مرگ۲ یکی است) هری پاتر کتابی است، که سرنوشت هری پاتر و دیگر شخصیت‌های داستان را مشخص می‌کند. مسئله اصلی داستان هری پاتر هفت پیدا کردن جان پیچ‌های باقی‌مانده و در نهایت نبرد نهایی با ولدمورت است. هری پاتر در این کتاب متوجه می‌شود که ۳ چیز به اسم یادگاران مرگ وجود دارد که صاحب آن‌ها ارباب مرگ می‌شود و تصمیم می‌گیرد به دنبال آن‌ها نیز برود. در این کتاب با گذشتهٔ دامبلدور نیز بیشتر آشنا می‌شویم. در اواخر کتاب هری به راز بزرگ شاهزادهٔ دورگه (اسنیپ) پی می‌برد.
سرانجام پس از نابود کردن اکثر جان پیچ‌های ولدمورت، هری به هاگوارتز می‌رود تا آخرین جان پیچ ولدمورت را پیدا کند. ولدمورت نیز به مدرسه حمله می‌کند. از آنجا که اسنیپ دامبلدور را کشته بود، ولدمورت تصور می‌کند که برای اینکه ابر چوب‌دستی -که متعلق به دامبلدور بوده است (یکی از یادگاران مرگ) -برایش به خوبی کار کند باید اسنیپ را بکشد و این کار را می‌کند ولی اسنیپ قبل از مرگ خاطراتی در اختیار هری قرار می‌دهد، که نشان می‌دهد مرگ دامبلدور نقشه‌ای بین اسنیپ و او بوده و اسنیپ سال‌ها برای حفظ جان هری (بخاطر علاقه‌ای که به مادر هری داشت) برای دامبلدور جاسوسی می‌کرده است. همچنین خاطرات نشان می‌دهند برای اینکه تکه‌ای روح ولدمورت که درون هری است نابود شود، هری باید توسط ولدمورت کشته شود. هری خود را تسلیم می‌کند و ولدمورت وی را می‌کشد، ولی از آنجا که در کتاب چهارم وی برای احیا خون هری را گرفته بود، هری نمی‌میرد زیرا تا ولدمورت زنده است هری نیز به زندگی متصل است و به قول دامبلدور این عدم درک ولدمورت از عشق را می‌رساند. سرانجام مار ولدمورت (آخرین جان پیچ) توسط نویل لانگ باتم با شمشیر گریفیندور کشته می‌شود و ولدمورت و هری در سرسرای هاگوارتز نبرد می‌کنند. از آنجا که ولدمورت صاحب ابر چوبدستی نبوده، چون در واقع دراکو مالفوی که به خاطر پدر و مادرش یک مرگ خوار می‌شود و باید دامبلدور را به خاطر ولدمورت بکشد، نمی‌تواند ولی او را خلع سلاح می‌کند ولی ولدمورت فکر می‌کند که چون اسنیپ دامبلدور را کشته است پس ابر چوبدستی مال اوست، ولی قبل مرگ اسنیپ در حالی که دراکو چوبدستی خودش را بالا آورده و می‌خواهد هری را بکشد، هرمیون او را خلع سلاح می‌کند ولی در خاطر فیلم هری پاتر که فکر می‌کند او صاحب ابر چوبدستی است، چوبدستی را می‌شکند. این مشکل در فیلم نبوده است و طرفدارها فکر می‌کنند که هری دراکو را خلع سلاح کرده است. نفرین ولدمورت به سوی خودش بازمی‌گردد و وی نابود می‌شود.
نوزده سال بعد هری با جینی ویزلی ازدواج کرده و سه بچه دارد. رون و هرماینی نیز با یکدیگر ازدواج کرده‌اند و دو بچه دارند.

## هری پاتر و فرزند نفرین شده
پس از وقفه‌ای طولانی در سری داستان‌های هری پاتر و برخلاف اعلام قبلی جی.کی. رولینگ که تمایلی برای ادامهٔ داستان هری پاتر ندارد و یادگاران مرگ پایان داستان و دنیای هری پاتری است، اما با انتشار کتاب هری پاتر و فرزند نفرین شده در ۳۱ ژوئیه ۲۰۱۶ همهٔ طرفداران هری پاتر شگفت زده شدند.
این کتاب که هشتمین بخش اصلی سری کتاب‌های هری پاتر می‌باشد و وقایع آن نوزده سال پس از اتفاقات هری پاتر و یادگاران مرگ رخ می‌دهد و زندگی هری پاتر (که اکنون کارمند وزارت جادو است و با جینی ویزلی ازدواج کرده است) و پسر کوچکش، آلبوس سوروس پاتر را شرح می‌دهد که از پدر خود ناراضی است و نمی‌خواهد فرزند او باشد. این کتاب برخلاف کتاب‌های قبلی شرح و توصیفات زیادی نداشته و به دیالوگ‌های شخصیت‌ها می‌پردازد چرا که این کتاب در اصل برای تئاتر نوشته شده است.

## اقتباسات

### فیلم
در سال ۱۹۹۸ رولینگ حق سینمایی چهار کتاب اول را به کمپانی وارنر براس فروخت. در کل ۸ فیلم از داستان هری پاتر ساخته شده است که در آن‌ها نقش هری پاتر را دنیِل رَدکلیف بازی می‌کند. هری پاتر و یادگاران مرگ - قسمت دوم که هشتمین و آخرین فیلم این سری است، در ۲۴ تیرماه سال ۱۳۹۰ اکران شد.

### بیستمین سالگرد هری پاتر
در ژانویه ۲۰۲۲ و به مناسبت سالگرد ۲۰ سالگی پخش هری پاتر، یک قسمت تلویزیونی ویژه در شبکه اچ بی او پخش شد. این برنامه نوعی گردهمایی مجدد بازیگران و عوامل فیلم‌های هری پاتر در کنار یکدیگر بود. بازیگران اصلی این فیلم‌ها یعنی دنیل ردکلیف، روپرت گرینت و اما واتسون در این قسمت حضور داشتند. البته، سایز بازیگران نیز در این اپیزود ویژه حضور پیدا کردند. نویسنده این مجموعه، جی کی رولینگ، در این اثر دیده نمی‌شد.

### بازی
بازی‌های رومیزی و رایانه‌ای مختلفی از فیلم و کتاب هری پاتر الگو گرفتند. مدل‌های اسباب بازی لگو از شخصیت‌های هری پاتر نیز طرفداران زیادی را به خود اختصاص داد.

## ترجمه
با توجه به این‌که ایران عضو پیمان‌نامه بین‌المللی حق نشر نیست، ناشران ایرانی به دلیل عدم پرداخت هزینهٔ حق امتیاز این کتاب، محاکمه نشدند.
کتابسرای تندیس برای انتشار کتاب هری پاتر و شاهزادهٔ دورگه با ترجمهٔ ویدا اسلامیه، از نویسنده اجازهٔ رسمی کسب کرد، اما تاکنون انتشارات بلومزبری حق امتیاز ترجمه را به هیچ ناشری در ایران واگذار نکرده است.
دیگر کتاب‌های مرتبط با هری پاتر کتاب افسانه‌های بیدل نقال، کوییدیچ در گذر زمان و جانوران شگفت‌انگیز و زیستگاه آن‌ها نام دارند.

## برای مطالعهٔ بیشتر
- Agarwal, Nikita; Chitra Agarwal (2005). Friends and Foes of Harry Potter: Names Decoded. Outskirts Press. ISBN 978-1-59800-221-8.
- Anatol, Giselle Liza (2003). -9780313320675 Reading Harry Potter: critical essays. Praeger. ISBN 978-0-313-32067-5. Harry Potter. {{cite book}}: Check |url= value (help)
- Burkart, Gina (2005). A parent's guide to Harry Potter. InterVarsity Press. ISBN 978-0-8308-3288-0. Harry Potter.
- Duriez, Colin (2007). Field Guide to Harry Potter. IVP Books. ISBN 978-0-8308-3430-3.
- Gunelius, Susan (2008). Harry Potter: the story of a global business phenomenon. Palgrave Macmillan. ISBN 978-0-230-20323-5.
- Heilman, Elizabeth E (2008). Critical perspectives on Harry Potter. Routledge. ISBN 978-0-415-96484-5.
- Mulholland, Neil (2007). The psychology of Harry Potter: an unauthorized examination of the boy who lived. BenBella Books. ISBN 978-1-932100-88-4.
- Silvester, William (2010). Harry Potter Collector's Handbook. Krause. ISBN 978-1-4402-0897-3.[پیوند مرده]